# Deraeocoris schach

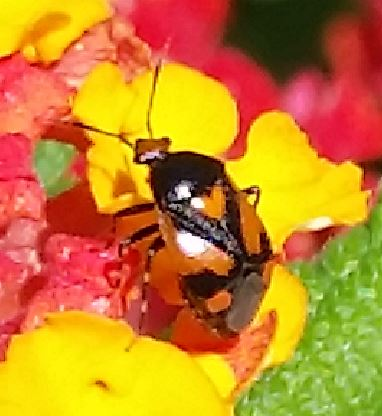
Deraeocoris schach an Wandelröschen (Lantana)

Deraeocoris schach ist eine Wanzenart aus der Familie der Weichwanzen (Miridae).

## Merkmale
Die Wanzen werden 6 bis 7 Millimeter lang. Sie besitzen eine schwarze Grundfarbe. Der Halsschild ist schwarz. Kopf, Schildchen (Scutellum) und Corium (vorderer Bereich der Deckflügel) sowie der Cuneus (Flügelvorderrand) sind orangefarben. Der Clavus ist schwarz. Ein schwarzes Band verläuft quer über die Deckflügel. Die schwarzen Beine weisen orangefarbene oder helle Flecken auf. Die ersten beiden Fühlerglieder sind etwas verdickt und dunkel. Die beiden äußeren Fühlerglieder sind dünn und hell gefärbt.

## Vorkommen
Die Art ist im gesamten Mittelmeerraum vertreten (Nordafrika, Spanien, Südfrankreich, Italien, Griechenland, Kleinasien, Naher Osten).

## Lebensweise
Die zoophagen Wanzen ernähren sich räuberisch von Blattläusen und Schmetterlingsraupen. 
Deraeocoris schach gilt als ein Fressfeind der Raupen des Skabiosen-Scheckenfalters (Euphydryas aurinia).
Die Art wird hauptsächlich in den Monaten Juni und Juli beobachtet.